# لاور بارل (پنسیلوانیا)
لاور بارل (به انگلیسی: Lower Burrell) شهری در ایالت پنسیلوانیا کشور ایالات متحده آمریکا است که جمعیت آن در سرشماری سال ۲۰۱۰ میلادی، ۱۱٬۷۶۱ نفر بوده‌است.